# Llista de companyies petrolieres
Aquestes són dues  llistes de companyies petrolieres .

## Llista de companyies per volum de reserves
Una llista de les més grans companyies de petroli és sempre una mica arbitrària, ja que les empreses de propietat estatal actuen de manera diferent als de propietat privada .. Aquí la llista de les grans empreses petrolieres en termes de reserves de petroli, les xifres són del 2007 i estan en milers de milions de barrils:
| Companyia                               | Reserves |
| --------------------------------------- | -------- |
| Saudi Arabian Oil Company               | 295      |
| National Iranian Oil Company            | 287      |
| Qatar Petroleum                         | 165      |
| Abu Dhabi National Oil Company (ADNOC)  | 137      |
| Iraq National Oil Company               | 137      |
| Gazprom                                 | 115      |
| Kuwait Petroleum Corporation            | 107      |
| Petróleos de Venezuela SA               | 102      |
| Nigerian National Petroleum Corporation | 62       |
| National Oil Corporation                | 45       |
| Sonatrach                               | 40       |
| Rosneft                                 | 35       |

## Llista de companyies per ordre alfabètic
- Assam Oil Company Ltd (ACL), Índia
- Abu Dhabi National Oil Company (ADNOC), Emirats Àrabs Units
- AinMine Petroleum
- Alon USA,  Estats Units
- Amerada Hess Corporation,  Estats Units
- Anadarko Petroleum Corporation,  Estats Units
- Apache Corporation,  Estats Units
- Arbust Energy,  Estats Units
- Atlantic Petroleum, Illes Fèroe
- BG Group, Regne Unit
- Bharat Petroleum Corporation Limited, Índia
- BHP Billiton, Austràlia
- Buzachi Petroleum Operating, Kazakhstan
- BP, Regne Unit
- Cairn Energy, Índia
- Canadian Natural Resources, Canadà
- Chevron Corporation,  Estats Units
- Chief Oil and Gas,  Estats Units
- Citgo,  Estats Units
- CNOOC Ltd, Xina
- ConocoPhillips,  Estats Units
- Cosmo Oil Company, Japó
- Crown Central Petroleum,  Estats Units
- Cupet, Cuba
- Devon Energy,  Estats Units
- Ecopetrol, Colòmbia
- Edoardo Raffinerie Garrone, Itàlia
- Enbridge, Canadà
- Encana, Canadà
- ENSCO International,  Estats Units
- Eni, Itàlia
- Essar oil ltd., Índia
- Entreprise Tunisienne d'Activites petrolieres (ETAP), Tunísia
- ExxonMobil,  Estats Units
- First Texas Energy Corporation,  Estats Units
- Galp Energia, Portugal
- Petronet LNG Limited, Índia
- Gujarat Gas Co Ltd, Índia
- Gujarat State Petroleum Corporation, Índia
- Gulf Oil, Luxemburg
- Grupa LOTOS, Polònia
- Hargeisa Minerals & Resources Company Ltd, Somaliland
- HryJax Petroleum
- Hellenic Petroleum, Grècia
- Hess Corporation,  Estats Units
- Hindustan Petroleum Corporation Ltd, Índia
- Husky Energy, Canadà
- IB Daiwa, Japó
- Imperial Oil, Canadà
- INA - Industrija Nafta, Croàcia
- Indian Oil Corporation, Índia
- INPEX, Japó
- Irving Oil, Canadà
- Japan Energy, Japó
- Kaz-Munay Gaz, Kazakhstan
- Karazhanbas Munay, Kazakhstan
- Kerr-McGee,  Estats Units
- Koch Industries,  Estats Units
- Korea National Oil Corporation, Corea del Sud
- Kuwait German Petroleum Company, Canadà
- Kuwait Gulf Oil Company, Kuwait
- Kuwait National Petroleum Company Kuwait.
- Kuwait Oil Company, Kuwait
- Kuwait Petroleum Corporation, Kuwait
- Lukoil, Rússia
- M3nergy Gamma SDN. BHD., Malàisia
- Marathon Oil Corporation,  Estats Units
- Maurel & Prom, França
- Maxol Group, República d'Irlanda
- MedcoEnergi, Indonèsia
- Mol Group, Hongria
- Naftna Industrija Srbija, Sèrbia
- Naftogas of Ukraine, Ucraïna
- National Iranian Oil Company (NIOC), Iran
- National Oil Corporation, Líbia
- Neste Oil, Finlàndia
- Nexen, Canadà
- Nippon Oil, Japó
- NNPC, Nigèria
- Oil Planet International Corp[2]  Estats Units
- Northern Resources,[3] Canadà
- Oil and Gas Development Company Limited,[4] Pakistan
- Occidental Petroleum,  Estats Units
- Oil India Limited, Índia
- Oman Oil Company (OOC), Oman
- OMV, Àustria
- ONGC, Índia
- PKN Orlen S.A.,  Polònia
- PSO, Pakistan
- Petrolis de Veneçuela, Veneçuela
- Petroleos Mexicans, Mèxic
- Petroleum Development Oman, (PDO)
- Perenco, França, Regne Unit
- Petro-Canada, Canadà
- Petrobras, Brasil
- Petrochina, Xina
- PetroKazakhstan, Kazakhstan
- Petromed, Romania
- Petrona Corporation, Filipines
- Petronas, Malàisia
- Petrotrin, Trinitat i Tobago
- PetroVietnam, Vietnam
- Pertamina, Indonèsia
- Polish Oil and Gas Company (PGNiG),  Polònia
- Plains Exploration & Production Company (PXP),  Estats Units
- PTT Public Company Limited, Tailàndia
- Qatar Petroleum, Qatar
- Reliance Industries Limited, Índia
- Repsol, Espanya
- Rompetrol Group N.V., Romania
- Royal Dutch Shell, Països Baixos, Regne Unit
- Sagiz Petroleum, Kazakhstan
- Sant-Ai Oil, Japó
- Sants Limited, Austràlia
- Sasol, Sud-àfrica
- Saudi Aramco, Aràbia Saudita (La més gran del món)
- Shell Canada, Canadà (subsidiària de Royal Dutch Shell)
- Shell Oil Company,  Estats Units (subsidiària de Royal Dutch Shell)
- Sinclair Oil,  Estats Units
- Sinopec, Xina
- Snpc, Congo-Brazzaville
- Sonangol, Angola
- Sonatrach, Algèria
- SPC, Singapur
- StatoilHydro, Noruega
- State Oil Company of Azerbaidjan, SOCAR Azerbaidjan
- Somerset Refinery  Estats Units.
- State Oil Company of Surinam, Surinam
- Sunoco,  Estats Units
- Suncor Energy, Canadà
- Surgutneftegaz, Rússia
- Syncrude, Canadà
- Talisman Energy, Canadà
- Todd Energy, Nova Zelanda
- Total, França
- Tullow Oil,[5] Regne Unit
- United Refining Company,  Estats Units
- Vaalco Energy Inc,  Estats Units
- Wintershall, Alemanya
- Woodside Petroleum, Austràlia
- XTO Energy,  Estats Units
- YPF, Argentina
- Yacimientos Petrolíferos Fiscales Bolivianos, Bolívia
- Zion Oil & Gas Inc,  Estats Units